# 1935–1936-os olasz labdarúgókupa
Az 1935–1936-os olasz labdarúgókupa az olasz kupa 3. kiírása. A kupát a Torino nyerte meg, első alkalommal.

## Eredmények

### Első forduló

#### A zóna
| 1. csapat   | Eredmény             | 2. csapat    |
| ----------- | -------------------- | ------------ |
| Anconitana  | 4–1                  | Grion Pola   |
| Fiumana     | 3–2                  | Forlimpopoli |
| Jesi        | 1–2                  | Rovigo       |
| Mantova2    | 1–1 (hu.) 2–21 (hu.) | Fano2        |
| Padova      | 0–0 (hu.) 1–21       | Venezia      |
| Pro Gorizia | 2–1                  | Treviso      |
| Udinese     | 4–3                  | Trento       |
| Vicenza     | 3–4                  | Rimini       |

1 - Megismételt mérkőzés.

2 - Mindkét csapat továbbjutott, mivel a szövetség kizárta a Pescara csapatát.

#### B zóna
| 1. csapat              | Eredmény  | 2. csapat     |
| ---------------------- | --------- | ------------- |
| Cremonese              | –1        | Comense       |
| Cusiana Omegna         | 1–2       | Crema         |
| Falck Sesto S.Giovanni | 2–1 (hu.) | Pro Patria    |
| Gallaratese            | 2–1       | Biellese      |
| Lecco                  | 0–2       | Legnano       |
| Parma                  | 3–1       | Fanfulla Lodi |
| Reggiana               | 4–1       | Piacenza      |
| Seregno                | 2–0       | Monza         |

1 - A mérkőzést nem játszották le.

#### C zóna
| 1. csapat     | Eredmény | 2. csapat   |
| ------------- | -------- | ----------- |
| Andrea Doria  | 5–3      | Asti        |
| Empoli        | 1–0      | Pontedera   |
| Imperia       | 3–1      | Derthona    |
| Montevarchi   | 2–1      | Pontedecimo |
| Sanremese     | 2–0      | Spezia      |
| Savona        | 1–2      | Entella     |
| Sestrese      | 2–1      | Rivarolese  |
| Ventimigliese | 4–2      | Casale      |

#### D zóna
| 1. csapat     | Eredmény  | 2. csapat |
| ------------- | --------- | --------- |
| Benevento     | 2–1       | Cosenza   |
| Catanzarese   | 4–1       | Le Signe  |
| Civitavecchia | 5–1       | Fermana   |
| Nissena       | –1        | Trapani   |
| Pescara2      | 1–0       | Potenza   |
| Piombino      | 2–0       | Cagliari  |
| Salernitana   | 3–1       | Bagnolese |
| Savoia        | 2–1 (hu.) | Cerignola |

1 - A mérkőzést nem játszották le.

2 - A szövetség kizárta a Pescara csapatát, így az A zónából a Mantova és a Fano is továbbjutott.

### Második forduló

#### A zóna
| 1. csapat  | Eredmény       | 2. csapat   |
| ---------- | -------------- | ----------- |
| Anconitana | 0–1            | Fano        |
| Rimini     | 1–1 (hu.) 0–31 | Pro Gorizia |
| Rovigo     | 2–0            | Udinese     |
| Venezia    | 2–0            | Fiumana     |

1 - Megismételt mérkőzés.

#### B zóna
| 1. csapat | Eredmény | 2. csapat              |
| --------- | -------- | ---------------------- |
| Cremonese | 1–0      | Gallaratese            |
| Crema     | 0–1      | Reggiana               |
| Legnano   | –1       | Falck Sesto S.Giovanni |
| Seregno   | 2–3      | Mantova                |

1 - A mérkőzést nem játszották le.

#### C zóna
| 1. csapat | Eredmény | 2. csapat     |
| --------- | -------- | ------------- |
| Entella   | 0–1      | Ventimigliese |
| Imperia   | 3–4      | Sanremese     |
| Parma     | 3–1      | Montevarchi   |
| Sestrese  | 2–1      | Andrea Doria  |

#### D zóna
| 1. csapat     | Eredmény  | 2. csapat |
| ------------- | --------- | --------- |
| Catanzarese   | 6–0       | Benevento |
| Civitavecchia | 3–2 (hu.) | Savoia    |
| Empoli        | 1–2       | Piombino  |
| Salernitana   | 0–1       | Nissena   |

#### Kvalifikáció a másodosztályból
| 1. csapat | Eredmény       | 2. csapat |
| --------- | -------------- | --------- |
| Atalanta  | 0–2            | Viareggio |
| Lucchese  | 2–2 (hu.) 0–21 | L'Aquila  |

1 - Megismételt mérkőzés.

### Harmadik forduló
A fordulóban csatlakozó csapatok: Catania, Foggia, Livorno, Messina, Modena, Novara, Pisa, Pistoiese, Pro Vercelli, Siena, SPAL, Taranto, Verona, Vigevano.
| 1. csapat    | Eredmény       | 2. csapat     |
| ------------ | -------------- | ------------- |
| Catania      | 4–0            | Civitavecchia |
| Cremonese    | 3–1            | Mantova       |
| Fano         | 2–1            | Verona        |
| Livorno      | 5–0            | Siena         |
| Messina      | 1–0            | Piombino      |
| Nissena      | 2–2 (hu.) 1–41 | Catanzarese   |
| Novara       | 5–1            | Vigevano      |
| Pisa         | 3–1            | L'Aquila      |
| Pro Vercelli | 2–1            | Legnano       |
| Reggiana     | 1–0            | Viareggio     |
| Rovigo       | 2–1            | Pro Gorizia   |
| Sanremese    | 3–2            | Parma         |
| Sestrese     | 3–0            | Ventimigliese |
| SPAl         | 1–1 (hu.) 2–31 | Modena        |
| Taranto      | 1–1 (hu.) 1–21 | Foggia        |
| Venezia      | 2–1            | Pistoiese     |

1 - Megismételt mérkőzés.

### Negyedik forduló
A fordulóban csatlakozó csapatok: Alessandria, Ambrosiana, Bari, Bologna, Brescia, Fiorentina, Genoa, Juventus, Lazio, Milan, Napoli, Palermo, Roma, Sampierdarenese, Torino, Triestina.
| 1. csapat  | Eredmény       | 2. csapat       |
| ---------- | -------------- | --------------- |
| Cremonese  | 1–4            | Alessandria     |
| Modena     | 5–0            | Pro Vercelli    |
| Lazio      | 2–0            | Venezia         |
| Foggia     | 0–4            | Roma            |
| Napoli     | 2–1            | Bari            |
| Triestina  | 1–1 (hu.) 3–11 | Rovigo          |
| Fano       | 2–4            | Milan           |
| Bologna    | 1–0            | Novara          |
| Ambrosiana | 4–0            | Brescia         |
| Sanremese  | 2–4            | Juventus        |
| Fiorentina | 8–0            | Sestrese        |
| Genoa      | 3–2            | Pisa            |
| Torino     | 2–0            | Reggiana        |
| Catania    | 1–0            | Palermo         |
| Livorno    | 2–1            | Catanzarese     |
| Messina    | 2–4            | Sampierdarenese |

1 - Megismételt mérkőzés.

### Nyolcaddöntő
| 1. csapat   | Eredmény  | 2. csapat       |
| ----------- | --------- | --------------- |
| Alessandria | 4–0       | Modena          |
| Lazio       | 2–1       | Roma            |
| Napoli      | 3–1       | Triestina       |
| Milan       | 3–0       | Bologna         |
| Ambrosiana  | 0–1       | Juventus        |
| Fiorentina  | 3–0       | Genoa           |
| Torino      | 8–2       | Catania         |
| Livorno     | 5–3 (hu.) | Sampierdarenese |

### Negyeddöntő
| 1. csapat   | Eredmény  | 2. csapat  |
| ----------- | --------- | ---------- |
| Alessandria | 1–0       | Lazio      |
| Napoli      | 1–2       | Milan      |
| Torino      | 4–2 (hu.) | Livorno    |
| Juventus    | 1–3       | Fiorentina |

### Elődöntő
| 1. csapat   | Eredmény | 2. csapat  |
| ----------- | -------- | ---------- |
| Alessandria | 1–0      | Milan      |
| Torino      | 2–0      | Fiorentina |

### Döntő
| 1936. június 11. |

| Torino                                    | 5–1               | Alessandria  |
| ----------------------------------------- | ----------------- | ------------ |
| Galli 8' 70' Silano 22' 78' Buscaglia 57' | (2–1) Jegyzőkönyv | 16' Riccardi |

| Stadio Luigi Ferraris, Genova Nézőszám: 9697 Játékvezető: Raffaele Mastellari |

| Az 1935–1936-os olasz labdarúgókupa győztese: |
| --------------------------------------------- |
| Torino 1. cím                                 |